# Durchgeknallt (1996)
Durchgeknallt (Originaltitel: Bottle Rocket) ist eine US-amerikanische Filmkomödie aus dem Jahre 1996 von Wes Anderson mit den Schauspielern Owen und Luke Wilson sowie Robert Musgrave.

## Handlung
Der Film handelt von den drei Möchtegern-Kriminellen Anthony, Dignan und Bob. Zu Beginn des Films wird Anthony, der Patient in einer psychiatrischen Klinik ist, von seinem Schulfreund Dignan besucht. Obwohl es Anthony jederzeit freisteht, die Klinik zu verlassen, in die er sich freiwillig hatte einweisen lassen, organisiert Dignan eine dramatische Flucht. 
Im Gegensatz zum eher nachdenklichen Anthony ist Dignan voller Tatendrang; er präsentiert Anthony ausgearbeitete Tagespläne zur Ausgestaltung seines neuen Lebens und drückt immer wieder seine Begeisterung für die Tatkraft und Lebensweisheit eines gewissen Mr. Henry aus,  mit dem er Anthony unbedingt bekanntmachen will. Dignans „Self-Improvement“-Pläne haben das Ziel, die beiden im organisierten Verbrechen zu etablieren.
Zu den beiden Freunden stößt später Bob, der in der pompösen Villa seiner abwesenden Eltern lebt, ein Auto hat und von seinem dominanten älteren Bruder herumkommandiert wird. Die drei tun sich zusammen und überfallen eine Buchhandlung. Sie erbeuten einige tausend Dollar, werden auf ihrer Flucht nach Süden aber mit unerwarteten Hindernissen konfrontiert. So verliebt sich Anthony in Inez, die Reinigungskraft eines Motels. 
Kurz darauf wird Bobs Bruder wegen Drogenhandels verhaftet. Da Bob mit dem einzigen  Fahrzeug zurück zu seinem Bruder fährt, um diesen aus seiner schwierigen Lage zu befreien, sind die beiden ohne Fluchtfahrzeug. Nachdem Dignan ein altes Cabrio klaut, das sehr bald schon den Geist aufgibt, kommt es zu einem Streit der Freunde, als Dignan erfährt, dass Anthony die verbliebenen 500 Dollar der Beute an Inez verschenkt hat. Daraufhin trennen sich die beiden.
Während Anthony nach seiner Rückkehr bei Bob wohnt, diverse Jobs annimmt und eigentlich ganz glücklich ist, arbeitet Dignan für den Gangsterboss Mr. Henry. Eines Tages taucht er in einem gelben Overall bei Anthony auf, um ihm von seinem neuen Plan zu erzählen, in der Hoffnung, dass Anthony einsteigt. Dieser lässt sich aber nur darauf ein, sofern Bob ebenfalls beteiligt wird. Trotz des angespannten Verhältnisses lässt auch Bob sich darauf ein, ein Kühlhaus zu überfallen.
Zu diesem Dreierteam stoßen zwei weitere Handlanger von Mr. Henry: In ebenfalls knallgelbe Overalls gekleidet, soll Kumar dafür sorgen, dass der Tresor geöffnet wird und Applejack Schmiere stehen. 
Als einige Arbeiter der Firma früher als erwartet aus ihrer Mittagspause zurückkommen, nehmen die gelben Möchtegernkriminellen diese als Geiseln. Dabei löst sich versehentlich ein Schuss, von dem Applejack so erschreckt wird, dass er einen Herzanfall bekommt und zu Boden fällt. 
Die Komplizen flüchten in alle Himmelsrichtungen; aber Dignan entschließt sich, Applejack ins Auto zu schaffen und zu retten – was ihm jedoch nicht gelingt. Er wird dabei verhaftet und kommt für zwei Jahre ins Gefängnis, während die Anklage für Applejack fallen gelassen wird. Wie später klar wird, diente der hanebüchene Überfall ausschließlich dazu, Mr. Henry die Gelegenheit zu geben, ungestört Bobs Elternhaus leerräumen zu können.

## Kritik
„Ein Film ohne Spannungsbogen und richtige Handlung, so daß noch nicht einmal klar wird, ob es sich um eine Komödie oder um eine psychologische Studie handeln soll.“

Martin Scorsese ernannte „Durchgeknallt“ hingegen zu einem seiner Top-Ten-Filme aus den 90ern.

## Hintergrund
Wes Anderson schrieb das Drehbuch zusammen mit Owen Wilson. Produziert wurde der Film von James L. Brooks. Er ist die erste Langfilm-Regiearbeit des Regisseurs und basiert auf dem gleichnamigen Kurzfilm aus dem Jahr 1994, der ebenfalls von Anderson gedreht worden war. 
Die Produktionskosten beliefen sich auf sieben Millionen US-Dollar. Der Film spielte ca. eine Million US-Dollar ein.
Für die Brüder Luke und Owen Wilson waren ihre Rollen in „Durchgeknallt“ ihr schauspielerisches Debüt.
Der Originaltitel „Bottle Rocket“ ist im amerikanischen die Bezeichnung für in vielen Staaten illegales, billig produziertes Feuerwerk.

## Auszeichnungen
Luke und Owen Wilson und Wes Anderson bekamen bei den Lone Star Film & Television Awards 1996 den Special Award für das Debüt des Jahres. Außerdem wurde Wes Anderson im gleichen Jahr bei den MTV Movie Awards als Best New Filmmaker geehrt.